# Richmond (condado de St. Croix, Wisconsin)
Richmond es un pueblo ubicado en el condado de St. Croix en el estado estadounidense de Wisconsin. En el Censo de 2010 tenía una población de 3.272 habitantes y una densidad poblacional de 39,78 personas por km².

## Geografía
Richmond se encuentra ubicado en las coordenadas 45°4′19″N 92°33′55″O / 45.07194, -92.56528. Según la Oficina del Censo de los Estados Unidos, Richmond tiene una superficie total de 82.25 km², de la cual 81.63 km² corresponden a tierra firme y (0.76%) 0.62 km² es agua.

## Demografía
Según el censo de 2010, había 3.272 personas residiendo en Richmond. La densidad de población era de 39,78 hab./km². De los 3.272 habitantes, Richmond estaba compuesto por el 97.49% blancos, el 0.24% eran afroamericanos, el 0.18% eran amerindios, el 0.43% eran asiáticos, el 0.03% eran isleños del Pacífico, el 0.34% eran de otras razas y el 1.28% pertenecían a dos o más razas. Del total de la población el 1.5% eran hispanos o latinos de cualquier raza.